# Derek Warwick
Derek Stanley Arthur Warwick, född 27 augusti 1954 i New Alresford i England, är en brittisk racerförare. 

## Racingkarriär

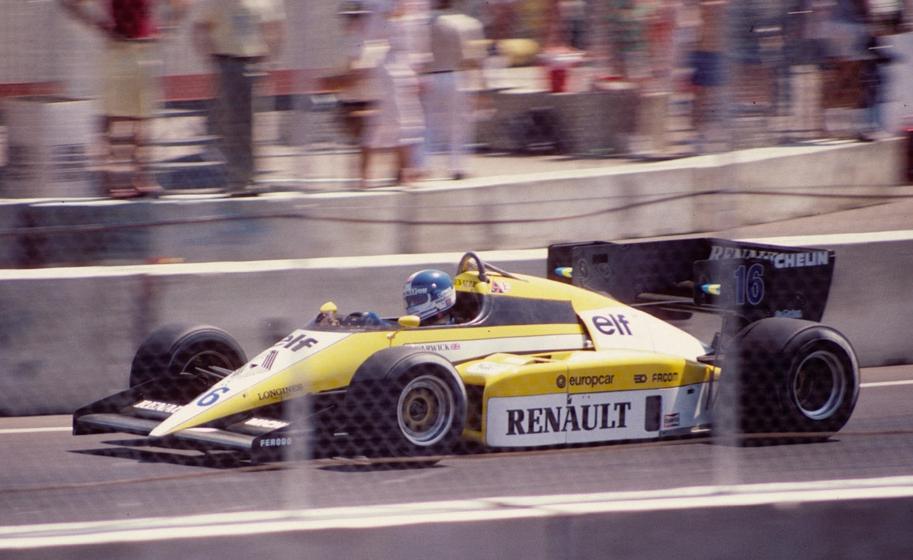
Derek Warwick i Renault RE50 i.

Warwick debuterade i formel 1 i Toleman 1981, men han kvalade inte in till något lopp förutom det sista, Las Vegas Grand Prix 1981. Warwick körde för Toleman ytterligare två säsonger och värvades sedan över till Renault inför säsongen 1984 med förhoppningen att han skulle upprätthålla sin företrädare Alain Prosts vinnartradition. Nu blev det inte riktigt så. Några pallplaceringar blev det under de två säsongerna i stallet, men ingen högst upp. De uteblivna framgångarna medförde att Warwick fick flytta till mindre konkurrenskraftiga stall, som Brabham, Arrows och Lotus.
Efter ett mindre lyckad säsong i Lotus 1990 tävlade Warwick i sportvagnar under två säsonger. Han vann Le Mans 24-timmars i en Peugeot 905 och fick dela mästerskapstiteln med Mark Blundell och Yannick Dalmas 1992. 

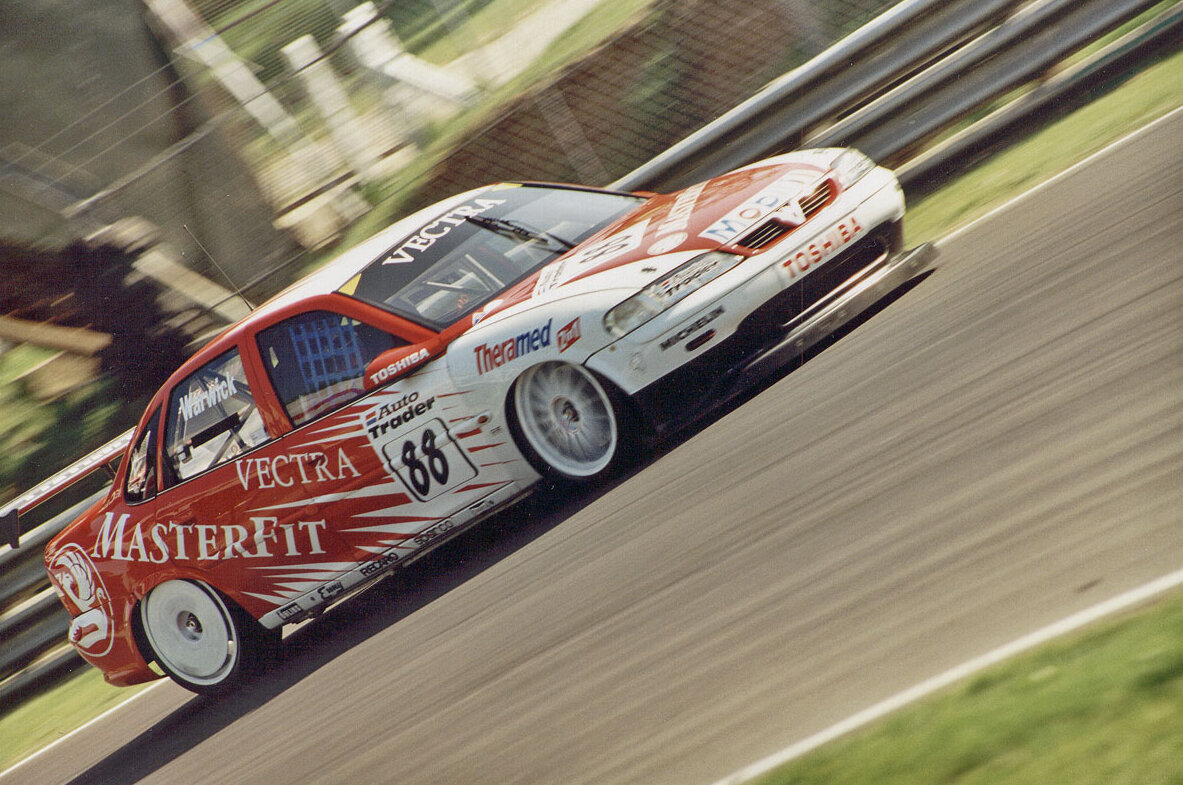
Derek Warwick i BTCC 1998.

Warwick gjorde comeback i formel 1 i Footwork 1993. Han körde som bäst in på en fjärdeplats i Ungern 1993 och säsongen visade sig bli hans sista i F1.
Efter formel 1-karriären körde Warwick i BTCC för Alfa Romeo och för Vauxhall fram till 1999 då han blev ägare av BTCC-stallet 888 Vauxhall. 2005 deltog Warwick i Grand Prix Masters där han slutade femma.

## F1-karriär
| Säsong | Stall/Tillverkare    | Poäng | Placering |
| ------ | -------------------- | ----- | --------- |
| 1981   | Toleman-Hart         | 0     | –         |
| 1982   | Toleman-Hart         | 0     | –         |
| 1983   | Toleman-Hart         | 9     | 14        |
| 1984   | Renault              | 23    | 7         |
| 1985   | Renault              | 5     | 14        |
| 1986   | Brabham-BMW          | 0     | –         |
| 1987   | Arrows-Megatron      | 3     | 16        |
| 1988   | Arrows-Megatron      | 17    | 8         |
| 1989   | Arrows-Ford          | 7     | 10        |
| 1990   | Lotus-Lamborghini    | 3     | 14        |
| 1993   | Footwork-Mugen Honda | 4     | 16        |

| 1. Belgien 1984 2. Storbritannien 1984 | 1. Sydafrika 1984 2. Tyskland 1984 | 1. Nederländerna 1982 2. USA East 1984 |